# Isle of Man TT 1937
De Isle of Man TT 1937 was de zesentwintigste uitvoering van de Isle of Man TT. Ze werd verreden op de Snaefell Mountain Course, een stratencircuit op het eiland Man.

## Algemeen
De Britse merken begonnen het moeilijk te krijgen. Na de aanvallen van Moto Guzzi, Husqvarna en DKW kwam nu ook BMW naar het eiland Man. Norton wist de Junior (Jimmie Guthrie) en de Senior (Freddie Frith) nog te winnen, maar de Lightweight TT werd voor het eerst door een Italiaan gewonnen: Omobono Tenni met de Moto Guzzi Monoalbero 250.
| 1937 | - Eerste ronde boven 90 mph in de Senior TT (Freddie Frith, Norton CS1). - Ronderecord (85,18 mph) in de Junior TT (Jimmie Guthrie en Freddie Frith, beiden Norton CJ1) - Racerecord (74,72 mph) in de Lightweight TT (Omobono Tenni, Moto Guzzi Monoalbero 250) |

## Senior TT
Omobono Tenni bracht de Moto Guzzi Bicilindrica 500 aan de start, maar viel uit. Otto Ley en Karl Gall waren officieel fabrieksrijders voor BMW, maar verkoopdirecteur en testrijder Jock West kende de Mountain Course van veel deelnames aan de Manx Grand Prix en hij bracht de BMW RS 500 met compressor aan de start. Hoewel de BMW's de Norton in Zweden verslagen hadden, werd West op Man slechts zesde. AJS had haar V4 weer teruggetrokken en fabrieksrijder Harold Daniell reed nu voor Norton. Jimmie Guthrie viel uit, maar Freddie Frith won de Senior TT voor Stanley Woods, die van Moto Guzzi was overgestapt op Velocette. Crasher White werd net als in de Junior TT derde.

### Uitslag Senior TT
| Pos | Coureur                 | Merk      | Tijd      | Snelheid  |
| --- | ----------------------- | --------- | --------- | --------- |
| 1   | Freddie Frith           | Norton    | 2:59"41'0 | 88,21 mph |
| 2   | Stanley Woods           | Velocette | 2:59"56'0 | 88,09 mph |
| 3   | John White              | Norton    | 3:08"44'0 | 83,97 mph |
| 4   | Ted Mellors             | Velocette | 3:09"24'0 | 86,68 mph |
| 5   | Harold Daniell          | Norton    | 3:09"33'0 | 83,61 mph |
| 6   | Jock West               | BMW       | 3:14"28'0 | 81,50 mph |
| 7   | Johnny Galway           | Norton    | 3:17"28'0 | 80,26 mph |
| 8   | Les Archer              | Velocette | 3:25"55'0 | 76,96 mph |
| 9   | Noel Pope               | Norton    | 3:36"22'0 | 76,73 mph |
| 10  | Jack Williams           | Norton    | 3:29"35'0 | 75,62 mph |
| 11  | Bill Beevers            | Norton    | 3:31"30'0 | 74,93 mph |
| 12  | Harry Charles Lamacraft | Velocette | 3:34"43'0 | 73,81 mph |
| 13  | Harold Hartley          | Rudge     | 3:37"48'0 | 72,76 mph |

### Niet gefinisht
| Coureur          | Merk        | Oorzaak |
| ---------------- | ----------- | ------- |
| Jimmie Guthrie   | Norton      |         |
| Eric Oliver      | Vincent-HRD |         |
| Chris Tattersall | Vincent-HRD |         |
| Omobono Tenni    | Moto Guzzi  |         |

## Junior TT
Norton domineerde de Junior TT met de Norton CJ1. Jimmie Guthrie en Freddie Frith vochten een geweldig gevecht uit en reden allebei hetzelfde ronderecord van 85,81 mph, maar Guthrie won voor Frith en Crasher White. Stanley Woods werd met de Velocette KTT Mk V slechts vierde, maar hij had al in de eerste ronde een aanrijding met een hond bij de bodem van Bray Hill en verloor daar ook het gebruik van zijn achterrem.
| Pos | Coureur                 | Merk      | Tijd      | Snelheid  |
| --- | ----------------------- | --------- | --------- | --------- |
| 1   | Jimmie Guthrie          | Norton    | 3:07"42'0 | 84,43 mph |
| 2   | Freddie Frith           | Norton    | 3:10"17'0 | 83,29 mph |
| 3   | John White              | Norton    | 3:12"00'0 | 82,54 mph |
| 4   | Stanley Woods           | Velocette | 3:13"30'0 | 82,33 mph |
| 5   | Harold Daniell          | Norton    | 3:21"12'0 | 78,77 mph |
| 6   | Ernie Thomas            | Velocette | 3:21"34'0 | 78,63 mph |
| 7   | Henry Tyrell-Smith      | Excelsior | 3:25"10'0 | 77,25 mph |
| 8   | George Rowley           | AJS       | 3:26"18'0 | 76,82 mph |
| 9   | Johnny Galway           | Norton    | 3:28"25'0 | 75,98 mph |
| 10  | Jack Williams           | Norton    | 3:30"11'0 | 75,40 mph |
| 11  | Jimmy Little            | Velocette | 3:34"37'0 | 73,79 mph |
| 12  | Harry Charles Lamacraft | Velocette | 3:36"46'0 | 73,11 mph |
| 13  | Jock Forbes             | Norton    | 3:36"57'0 | 73,05 mph |
| 14  | Charles Durno           | Norton    | 3:37"13'0 | 72,96 mph |
| 15  | Manliff Barrington      | Norton    | 3:37"48'0 | 72,76 mph |
| 16  | Bill Beevers            | Norton    | 3:38"09'0 | 72,65 mph |
| 17  | Norman Croft            | Norton    | 3:39"58'0 | 72,05 mph |
| 18  | Sandy Kellas            | Norton    | 3:40"20'0 | 71,93 mph |
| 19  | Svend-Aage Sørensen     | Excelsior | 3:41"18'0 | 71,61 mph |
| 20  | C. Moore                | AJS       | 3:44"25'0 | 70,62 mph |
| 21  | Harold Newman           | Velocette | 3:50"09'0 | 68,86 mph |
| 22  | Harold Hartley          | Rudge     | 3:51"04'0 | 68,59 mph |
| 23  | Franz Faltner           | Saroléa   | 3:53"30'0 | 67,88 mph |
| 24  | Charlie Brett           | Norton    | 3:55"29'0 | 67,31 mph |
| 25  | William Job             | Velocette | 3:58"55'0 | 66,33 mph |

| Coureur            | Merk      | Oorzaak         |
| ------------------ | --------- | --------------- |
| Les Archer         | AJS       |                 |
| Franz-Josef Binder | Velocette |                 |
| Bob Foster         | AJS       |                 |
| Josef Illichmann   | NSU       | Diskwalificatie |
| Charlie Manders    | Excelsior |                 |
| Ted Mellors        | Velocette |                 |
| Bert Myers         | Norton    |                 |
| George Paterson    | Velocette |                 |
| George Pepper      | Excelsior |                 |
| Noel Pope          | Norton    |                 |
| Miguel Simo        | Terrot    | Val             |
| Ginger Wood        | Excelsior |                 |

## Lightweight TT
Omobono Tenni werd in de Lightweight TT de eerste buitenlander die een TT-race won. Aanvankelijk ging het gevecht om de eerste plaats tussen Stanley Woods, die toch weer op een Moto Guzzi was gestapt en Ewald Kluge met de DKW ULD 250. Toen Kluge in de vijfde ronde bij Ballaugh uitviel door een gebroken gaskabel leek Woods te gaan winnen, maar in de laatste ronde viel hij stil bij Sulby. Wood's teamgenoot Tenni viel in de eerste ronde bij Governor's Bridge en verloor een deel van een uitlaat. Desondanks won hij in een nieuw racerecord. Ginger Wood kreeg hem nog bijna te pakken, maar moest zich tevreden stellen met de tweede plaats, voor Ernie Thomas die ook een DKW ULD 250 reed. Henry Tyrell-Smith viel in de zesde ronde bij Creg-ny-Baa uit door een gebroken drijfstang.
| Pos | Coureur           | Merk         | Tijd      | Snelheid  |
| --- | ----------------- | ------------ | --------- | --------- |
| 1   | Omobono Tenni     | Moto Guzzi   | 3:32"06'0 | 74,72 mph |
| 2   | Ginger Wood       | Excelsior    | 3:32"43'0 | 74,50 mph |
| 3   | Ernie Thomas      | DKW          | 3:36"36'0 | 73,17 mph |
| 4   | Les Archer        | New Imperial | 3:37"09'0 | 72,98 mph |
| 5   | Siegfried Wünsche | DKW          | 3:38"42'0 | 72,47 mph |
| 6   | Chris Tattersall  | CTS          | 3:48"52'0 | 69,25 mph |
| 7   | C. Moore          | New Imperial | 3:55"10'0 | 67,39 mph |
| 8   | Stan Smith        | Excelsior    | 3:59"03'0 | 66,30 mph |
| 9   | Les Martin        | Cotton       | 4:03"26'0 | 65,10 mph |

| Coureur             | Merk       | Oorzaak             |
| ------------------- | ---------- | ------------------- |
| Harold Hartley      | Rudge      |                     |
| Ewald Kluge         | DKW        | Gebroken gaskabel   |
| Charlie Manders     | Excelsior  |                     |
| Henry Tyrell-Smith  | Excelsior  | Gebroken drijfstang |
| Svend-Aage Sørensen | Excelsior  |                     |
| Stanley Woods       | Moto Guzzi |                     |

1907 · 1908 · 1909 · 1910 · 1911 · 1912 · 1913 · 1914 · Eerste Wereldoorlog · 1920 · 1921 · 1922 · 1923 · 1924 · 1925 · 1926 · 1927 · 1928 · 1929 · 1930 · 1931 · 1932 · 1933 · 1934 · 1935 · 1936 · 1937 · 1938 · 1939 · Tweede Wereldoorlog · 1947 · 1948 · 1949 · 1950 ·1951 · 1952 · 1953 · 1954 · 1955 · 1956 · 1957 · 1958 · 1959 · 1960 · 1961 · 1962 · 1963 · 1964 · 1965 · 1966 · 1967 · 1968 · 1969 · 1970 · 1971 · 1972 · 1973 · 1974 · 1975 · 1976 · 1977 · 1978 · 1979 · 1980 · 1981 · 1982 · 1983 · 1984 · 1985 · 1986 · 1987 · 1988 · 1989 · 1990 · 1991 · 1992 · 1993 · 1994 · 1995 · 1996 · 1997 · 1998 · 1999 · 2000 · 2002 · 2003 · 2004 · 2005 · 2006 · 2007 · 2008 · 2009 · 2010 · 2011 · 2012 · 2013 · 2014